# Eurya meizophylla
Eurya meizophylla là một loài thực vật có hoa trong họ Pentaphylacaceae. Loài này được (Diels) Kobuski mô tả khoa học đầu tiên năm 1938.